# Chris Louis
Christopher „Chris” Louis (ur. 9 lipca 1969 w Ipswich) – brytyjski żużlowiec.

## Życiorys

### Kariera sportowa
Karierę żużlową rozpoczął w roku 1988, startując w barwach klubu z Hackney. W kolejnych dwóch latach zdobył dwa medale mistrzostw Wielkiej Brytanii juniorów (1989 w Eastbourne – srebrny oraz 1990 w Wimbledonie – brązowy). Jest dwukrotnym medalistą mistrzostw świata juniorów: srebrnym (Lonigo 1989) oraz złotym (Lwów 1990). W 1991 wywalczył swój pierwszy medal mistrzostw Wielkiej Brytanii seniorów, zajmując na torze w Coventry III miejsce. W latach 1996–2000 pięciokrotnie z rzędu stawał na podium mistrzostw kraju, dwukrotnie zajmując w finałowych turniejach I miejsce (1998, 2000), dwukrotnie II (1996, 1997) oraz raz III (1999). W latach 1995–2000 był stałym uczestnikiem cyklu Grand Prix.
Od roku 1991 występował w klubach polskich lig żużlowych, reprezentując Spartę Wrocław (1991, 1992), Stal Rzeszów (1993), Stal Gorzów Wlkp. (1995), ZKŻ Zielona Góra (1997, 1998, 1999), Polonię Piła (2000, 2001), TŻ Lublin (2006) i Wybrzeże Gdańsk (2007).

### Życie prywatne
Syn Johna Louisa, również żużlowca.

## Przynależność klubowa
Wielka Brytania
- Hackney (1988)
- Wolverhampton (1988)
- Ipswich (1988–2002)
- King′s Lynn (1988)
- Ipswich (2004–2008)

Polska
- Sparta Wrocław (1991–1992)
- Stal Rzeszów (1993)
- Stal Gorzów Wielkopolski (1995)
- ZKŻ Zielona Góra (1997–1999)
- Polonia Piła (2000–2001)
- TŻ Lublin (2006)
- Wybrzeże Gdańsk (2007)

## Mistrzostwa świata

### Starty w Grand Prix (Indywidualnych Mistrzostwach Świata na Żużlu)

#### Miejsca na podium
| Nr | Dzień       | Rok  | Nazwa                        | Miejscowość | Tor                    | Miejsce | Punkty | Biegi             | Zwycięzca        |
| -- | ----------- | ---- | ---------------------------- | ----------- | ---------------------- | ------- | ------ | ----------------- | ---------------- |
| 1. | 20 maja     | 1995 | Grand Prix Polski            | Wrocław     | Stadion Olimpijski     | 3.      | 17     | (3,1,3,3,2,1)     | Tomasz Gollob    |
| 2. | 19 lipca    | 1998 | Grand Prix Danii             | Vojens      | Vojens Speedway Center | 2.      | 20     | (3,3,0,3,2,3,2)   | Hans Nielsen     |
| 3. | 28 sierpnia | 1998 | Grand Prix Szwecji           | Linköping   | Motorstadium           | 2.      | 20     | (3,1,3,t,2,2,2,2) | Tony Rickardsson |
| 4. | 31 lipca    | 1999 | Grand Prix Wielkiej Brytanii | Coventry    | Coventry Stadium       | 2.      | 20     | (2,0,2,0,2,3,2,2) | Tony Rickardsson |
| 5. | 6 maja      | 2000 | Grand Prix Czech             | Praga       | Stadion Markéta        | 3.      | 18     | (1,3,2,3,0,2,3,1) | Billy Hamill     |
| 6. | 1 lipca     | 2000 | Grand Prix Polski            | Wrocław     | Stadion Olimpijski     | 3.      | 18     | (3,0,3,2,1,3,2,1) | Tony Rickardsson |

#### Punkty w poszczególnych zawodachGrand Prix
| Sezon | Numer | 1      | 2      | 3      | 4      | 5        | 6      | 7   | 8   | 9   | Msc. | Pkt. |
| ----- | ----- | ------ | ------ | ------ | ------ | -------- | ------ | --- | --- | --- | ---- | ---- |
| 1995  | 11    | POL 17 | AUT 10 | DEU 13 | SWE 15 | DNK 15   | GBR 7  |     |     |     | 7    | 77   |
| 1996  | 11    | POL 8  | ITA 9  | DEU 14 | SWE 8  | GBR 6    | DNK 9  |     |     |     | 7    | 54   |
| 1997  | 8     | CZE 12 | SWE 4  | DEU 12 | GBR 4  | POL 13   | DNK 14 |     |     |     | 9    | 59   |
| 1998  | 18    | CZE 15 | DEU 8  | DNK 20 | GBR 6  | SWE 20   | POL 6  |     |     |     | 5    | 75   |
| 1999  | 5     | CZE 8  | SWE 6  | POL 5  | GBR 20 | POL II 7 | DNK 4  |     |     |     | 12   | 50   |
| 2000  | 10    | CZE 18 | SWE 7  | POL 18 | GBR 8  | DNK 5    | EUR 4  |     |     |     | 10   | 60   |
| 2001  | 10    | DEU 3  | GBR 1  | DNK    | CZE 1  | POL      | SWE 1  |     |     |     | 27   | 6    |
| 2004  | 24    | SWE    | CZE    | EUR    | GBR 4  | DNK      | SCA    | SVN | POL | NOR | 32   | 4    |

| Statystyki        | Statystyki |
| ----------------- | ---------- |
| Starty            | 41         |
| Zwycięstwa        | 0          |
| Miejsca na podium | 6          |
| Finalista         | 6          |
| Punkty            | 385        |

## Osiągnięcia
- Indywidualne Mistrzostwa Świata
  - 1993 –  Pocking – 3. miejsce 11+2 pkt → wyniki
  - 1994 –  Vojens – 12. miejsce 6 pkt → wyniki
  - 1995 – 7. miejsce – 77 pkt → wyniki
  - 1996 – 8. miejsce – 54 pkt → wyniki
  - 1997 – 9. miejsce – 59 pkt → wyniki
  - 1998 – 5. miejsce – 75 pkt → wyniki
  - 1999 – 12. miejsce – 50 pkt → wyniki
  - 2000 – 10. miejsce – 60 pkt → wyniki

- Indywidualne Mistrzostwa Świata Juniorów
  - 1990 – I miejsce – Lwów(ZSRR)

- Drużynowy Puchar Świata
  - 2006 – Zawody finałowe odbywały się w  Wielkiej Brytanii – 3. miejsce → wyniki

## Inne ważniejsze turnieje
| Osiągnięcia: | Osiągnięcia: | 13. miejsce (1997) | 13. miejsce (1997) | 13. miejsce (1997) | 13. miejsce (1997) |
| Sezon        | Miasto       | Msc                | Pkt                | Biegi              | Kluby              |
| 1997         | Gorzów Wlkp. | 13                 | 5                  | (1,1,1,2,d)        | Zielona Góra       |